# HABP2
HABP2‏ (Hyaluronan binding protein 2) هوَ بروتين يُشَفر بواسطة جين HABP2 في الإنسان.